# ريجنالد بالمر
ريجنالد بالمر (بالإنجليزية: Reginald Palmer)‏ هو سياسي غرينادي، ولد في 15 فبراير 1923 في تورونتو في كندا، وتوفي في 23 مايو 2016 في غرينادا. انتخب حاكم غرينادا العام (6 أغسطس 1992 – 8 أغسطس 1996).